# ホアン・ジュンジー
ホアン・ジュンジー（ウェード式:Huang Chun Chih、繁体字：黃 雋智、1996年4月22日-）は台湾の俳優、モデル。2019年、『HIStory3ー那一天（邦題: あの日）』に出演したことで知られる。

## 略歴
国立台湾芸術大学工芸デザイン学科卒。在学中にファッションデザイン学科の学生作品の撮影を手伝ったことがきっかけでモデルの道へ。2018年Jack Chenの『可不可以陪我抽菸』のミュージックビデオに出演し、芸能界デビュー。2019年LINE TVウェブドラマ『HIStory3：那一天』にてユー・シーグー（于希顧）役を演じた。2022年には第59回金馬奨のアンバサダーを務める。

## 出演作品

### ドラマ/ウェブドラマ
| 年     | 放送チャンネル              | 作品名                            | 役名                                 | 監督                          |
| 2019年 | Rakuten TV ビデオマーケット | HIStory3：那一天 （邦題：あの日） | ユー・シーグー(第1-9話) 方偉(第10話) | ツァイ・ミージェ （蔡宓潔）   |
| 2020年 | Rakuten TV ビデオマーケット | Life 線上の僕ら                   | ゲスト出演                           | 二宮崇                        |
| 2022年 | Rakuten TV ビデオマーケット | 正負之間～Plus&Minus              | アジー （阿智）                      | ジアン・ビンチェン （姜秉辰） |
| 2023年 | Rakuten TV ビデオマーケット | 奇蹟                              | アージュン （阿雋）                  | ウー・モンタン （吳孟糖）     |
| 2025年 | Netflix                     | 忘れても、覚えてる                | ゲスト出演                           | レネ・リウ （劉若英）         |
| 2025年 | 台視                        | 寶島西米樂                        | 十一                                 |                               |

### 映画
| 年     | 映画タイトル      | 役名   | 監督                          |
| 2023年 | 疫起 エピデミック | 王顯耀 | リン・ジュンヤン （林君陽）   |
| 2025年 | 山忌 黄衣小飛俠   |        | ツァイ・ジャーイン （蔡佳穎） |

### ショートフィルム/配信映画
| 年      | 作品名                        | 役名                  | 監督    | 備考                                                                        |
| ２014年 | 跟著建築說故事 - 美術館偷情篇 |                       | CHEN41  |                                                                             |
| 2016年  | 愛人不能Inside                | No. 309               | Ann Xie | 復興商工2016畢業展                                                          |
| 2019年  | 陌生女子的來電                |                       | 謝安    | 台藝電影105級影展                                                           |
| 2020年  | 倉居者                        | 姜晨                  | 張雅嬋  | 崑山科技大學2020畢業作品                                                    |
| 2021年  | 祕密的午後                    | フェン                | 鍾旻瑞  | 入圍金穗獎劇情片-學生組                                                     |
| 2024年  | 非常規跑者                    | リン・フェイ （林飛） | 游美茵  | 2024公視學生劇展 国立台湾芸術大学大学院映像創作・デジタルメディア産業研究院 |
| 2025年  | 未曾遠去                      | 陳泰揚                | 楊凱淳  | 大和獎公益微電影                                                            |

### 広告作品
| 年     | タイトル                                                                               |
| 2020年 | 多喝水MORE氣泡水_守護更多篇                                                            |
| 2022年 | インターネット児童性的搾取公共サービス広告（台南市政府DV・性暴力防止センター委託事業） |

### 舞台
| 年     | 作品名             | 役名   | 監督   | 製作     |
| 2020年 | 歡迎光臨主廚之家   | 黃哲平 | 何安妘 | 好戲製作 |
| 2022年 | Felicità婚禮事務所 | 苗先生 | 何安妘 | 好戲製作 |

### 動画配信
| 年     | タイトル            | チャンネル                   |
| 2023年 | 台湾男子 front line | 日本ニコニコチャンネルプラス |

### 出版物
| 年         | タイトル                                      |
| 2018年2月  | Dickies Taiwan                                |
| 2018年5月  | BANG                                          |
| 2018年6月  | hao TW 2018 S/S Stylebook - OUTFIT FOR SUMMER |
| 2018年6月  | 誠品年中慶企劃                                |
| 2018年10月 | Bella 儂儂 x KENZO - Forever Young            |
| 2018年10月 | JUKSY街星                                     |
| 2018年12月 | hao TW 2018 A/W - Be A Loose Boy              |
| 2019年3月  | Urban Research TW                             |
| 2019年9月  | Bella 儂儂 - i-dentity / 我，角色無限         |
| 2019年12月 | hao 2019 winter campaign 'The Classic'        |
| 2020年1月  | THE POINT POST ISSUE.19                       |
| 2020年4月  | 碧兒泉男仕                                    |
| 2020年5月  | men’s uno TW MAY 2020 SPECIAL ISSUE           |
| 2020年12月 | THE GRAND HEIST ‧ Produce by Puzu huang       |
| 2024年6月  | hopscotch by Cheng Yi Lee Photography         |
| 2024年6月  | cat's cradle by Cheng Yi Lee Photography      |

### ミュージック（歌手活動）
| 年            | 曲名           | タイプ           | 備考                           |
| 2020年8月25日 | 《預知夢》     | デジタルシングル | 作詞：黃雋智/作曲：錢威良      |
| 2024年4月5日  | 《月光加油站》 | 投稿             | 作詞：黃雋智/作曲：謝青燁 Eric |

### ミュージックビデオ
| 年     | 歌手      | 曲名                             |
| 2018年 | Jack Chen | 可不可以陪我抽菸 Shall We Smoke? |
| 2019年 | 李聖傑    | 演唱會影片                       |
| 2019年 | 魏嘉瑩    | 有沒有想過我                     |
| 2019年 | 蕭秉治    | 再活一遍 feat.宋偉恩 蕭秉治      |
| 2020年 | 黃雋智    | 預知夢                           |

### イベント出演
| 日時            | イベント名                                                                 |
| 2019年10月8日   | 《HIStory3-那一天》口碑試写会                                              |
| 2019年10月14日  | 《HIStory3-那一天》プレミアム記者会見                                      |
| 2019年11月17日  | 《為愛，益起守護》紗奈慈善バザー                                           |
| 2019年11月30日  | 《HIStory3-那一天》HIStory PASSゴールド会員向けスターアフタヌーンティー    |
| 2019年12月1日   | 《2019 HIStory Party II》                                                  |
| 2019年12月15日  | 《HIStory3-那一天》ファンミーティング - 成都站                             |
| 2020年1月4日    | MISS GAME《騎士出任務》                                                    |
| 2020年1月12日   | 《HIStory3-那一天》ファンミーティング - 高雄站                             |
| 2020年1月18日   | 《HIStory3-那一天》ファンミーティング - 天津站                             |
| 2020年6月27日   | 《不只普遍級》崑山科技大學視訊傳播設計系-台北映演《倉居者》上映会          |
| 2021年4月3日    | 《歡迎光臨主廚之家》台北ファンミーティング                                 |
| 2021年12月5日   | 《祕密的午後》特別上映会                                                   |
| 2022年6月4日    | 《祕密的午後》金穗影展上映会                                               |
| 2022年6月8日    | 《祕密的午後》金穗影展上映会                                               |
| 2022年6月11日   | 《祕密的午後》金穗獎式典出席                                               |
| 2022年10月29日  | 《正負之間 ～Plus & Minus》日本ファンミーティング - 東京・浜離宮朝日ホール |
| 2022年11月19 日 | 《第59回金馬獎》アンバサダー                                               |
| 2023年3月11日   | 《2023 HIStory Party 》ファンミーティング                                  |
| 2023年4月16日   | 《疫起》上映会 - 長春國賓                                                  |
| 2023年4月16 日  | 《疫起》上映会 - 光點華山                                                  |
| 2023年4月29日   | 《疫起》上映会 - 絕色喜滿客                                                |
| 2023年4月30日   | 《疫起》上映会 - 絕色喜滿客                                                |
| 2023年9月10日   | 《NCI STUDIOS》一日店長                                                    |
| 2023年10月5日   | 《毛毛慈善派對》チャリティーイベント                                       |
| 2023年12月2日   | 《台灣男子front line》公開収録 - 北とぴあ つつじホール                     |
| 2023年12月3日   | 《奇蹟》日本ファンミーティング - 昭和大学上條記念館上條ホール              |
| 2024年4月20日   | 《非常規跑者》特別試写会                                                   |